# San Martín de Oscos
San Martín de Oscos (en eonaviego: Samartín d'Ozcos) es un concejo del Principado de Asturias localizado en el extremo occidental del mismo, cerca del límite con Galicia. Limita al norte con el concejo de Illano, al sur con Grandas de Salime, al este con Pesoz y al oeste con Santa Eulalia y Villanueva de Oscos, concejos ambos con los que San Martín forma la comarca de Los Oscos, hasta mediados del siglo XX mal comunicada, económicamente deprimida y generalmente poco conocida. Su extensión total es de 66,28 km². Su nutrida red viaria actual se articula en torno a la carretera regional AS-11, que entra desde Vegadeo por el Puerto de la Garganta en dirección a Pesoz.

## Geografía
Desde el punto de vista geológico hay que decir que San Martín, presenta unas características similares a los concejos asturianos occidentales. Su terreno es en su mayor parte cambriano y siluriano, con predominio de la pizarra, deformado por la orogenia herciniana. La consistencia de las fajas de pizarra es variable, rompiéndose la mayoría de ellas en hojas más o menos grandes, y convirtiéndose en material de techumbre de casas. Hay que destacar también la existencia de una faja de cuarcita, como la que se extiende desde Piorno hasta Boimouro.
Orográficamente hablando, podemos diferenciar dos zonas en el concejo. La septentrional, presenta una topografía mucho más complicada, con la presencia de grandes pendientes, siendo los cordales de San Isidro y del Eirelo sus alturas más destacadas. La otra zona corresponde a la zona meridional, y comprende un relieve mucho más suave con altitudes que rondan los 900 metros, como el monte Marón (899 m) y el Sivela (888 m). Es una zona fértil y de cultivo fácil, dándose en ella unas condiciones para la vida humana mucho más favorables que en su parte norteña.
Sus ríos más importantes son el Ahio, el Sotuelo y el Ferreira, desembocando los dos últimos en el primero, que a su vez vierte sus aguas en el Agüeira en Pesoz. Pertenecen todos ellos a la cuenca del río Navia y discurren por la zona septentrional. De su zona más fértil hay que mencionar al río San Martín o Candal, también afluente del Agüeira. Aparte de todos estos ríos, San Martín es tierra de numerosos arroyos y riachuelos que fueron aprovechados tiempos atrás en molinos y ferrerías.
Su clima, aun dentro del general asturiano, es muy frío y duro en invierno, con veranos frescos y cortos. Son frecuentes en épocas invernales las nevadas, llegándose a producir estas de manera copiosa y dificultando seriamente las comunicaciones por carretera del concejo.
Respecto a su vegetación, hay que diferenciar de la misma manera, la vegetación de montaña y la de ribera, siendo los bosques de castaño, robles y pinar los de mayor presencia en el concejo. Sus zonas meridionales presentan un terreno mucho más fértil y cultivable, produciéndose cereales como el trigo, centeno y maíz, además de buenas cantidades de patatas.
Es uno de los municipios en los que se habla eonaviego (o gallego-asturiano).

### Capital
La capital del concejo es San Martín, emplazada en la parte meridional del territorio. Está situada a una altitud de 697 metros y en ella se agrupa el núcleo de población más importante del concejo con más de la mitad del total de habitantes. San Martín se encuentra enmarcado dentro de la comarca de los Oscos, contando toda la zona con un marcado y característico dialecto muy parecido a la lengua gallega. 

## Historia
La historia del concejo de San Martín de Oscos presenta los mismos rasgos que los otros de la zona de los Oscos en la época prehistórica y la Edad Antigua y moderna hasta 1154, presentando una historia común con Santa Eulalia hasta el momento de la emancipación episcopal en 1584.
La primera presencia humana en territorio de San Martín se remonta al periodo neolítico, como así podemos aventurar gracias a los restos tumulares encontrados en Os Pedrousos (Teixeira). Así mismo, aparecieron restos de antiguas explotaciones mineras en Arruñada, Piorno, Covas del Resalao, y los valles del Sotuelo y el Ahío.
Dentro de la edificación castreña hay que destacar los hallados en San Isidro y el Pico de la Mina, cerca de Bousoño situados ambos en zonas elevadas y con un claro motivo defensivo, encontrándose fosos, murallas y losas hincadas que demuestran lo anteriormente dicho. En relación con esta cultura, se encontró en Valderreixe una diadema realizada en oro y que es la diadema de San Martín de Oscos.
La existencia de minerales también atrajo a esta zona a gentes diversas con el fin de explotar sus minas, encontrándose en Tabladas y en la ribera del río Santalla restos de trabajos romanos relacionados con la fundición como los crisoles de piedra y los conos de escorias.
Durante la etapa medieval el concejo de San Martín conjuntamente con Santa Eulalia perteneció, gracias a la cesión realizada por el monarca Alfonso VII en 1154 a la iglesia de Oviedo, al gran concejo episcopal de Castropol. Los alcaldes episcopales de ambos concejos se presentaban a las juntas castropolenses en el campo de Tablado.
Esta situación de dependencia de la mitra continúa hasta 1584, año en el que gracias a la desamortización producida bajo mandato de Felipe II, y con la autorización del Papa Benedicto XIII, sus habitantes compran el territorio organizándose como municipio independiente y autónomo. Esta desamortización fue realizada por los gastos originados por las sucesivas guerras en las que estaba presente el reino español y que hicieron posible, gracias a la autorización Papal, la venta de los terrenos obispales a la gente del pueblo. El expediente de libertad comenzó en 1583, siendo un año más tarde cuando finaliza, alcanzándose entonces el título de villa.
De las épocas más actuales, hay que destacar la presencia en la guerra de la Independencia de numerosos mozos de los Oscos que se unieron a las tropas de Castropol, que se caracterizaron por su especial bravura y lucha por su territorio. En el siglo XX, la guerra Civil no tuvo incidencia directa en Los Oscos, más allá del reclutamiento de los varones en edad militar por parte del bando franquista.

## Demografía
San Martín de Oscos cuenta con una población de 336 habitantes (INE 2024).
| Gráfica de evolución demográfica de San Martín de Oscos entre 1842 y 2021                                           |
| |
| Población de derecho según los censos de población del INE Población de hecho según los censos de población del INE |

La nota más característica de San Martín de Oscos durante buena parte del siglo XX, es la presencia de altibajos de población hasta la década de los sesenta en que se registra su cota más alta con 2024 habitantes. A partir de esta fecha lo que realmente es característico de su población, es la pérdida paulatina y constante de ella, cayendo a niveles seriamente preocupantes que nos muestran una densidad hoy en día de 8,4 hab./km². Este descenso que se observa, tiene su causa principal en el movimiento migratorio producido por motivos laborales, sobre todo de las mujeres jóvenes, que llega a alterar la estructura demográfica de la zona, donde vemos un envejecimiento de la población y un desequilibrio de sexos, siendo mayoritarios los varones, y que nos muestran una pirámide de población invertida.
La población actual se divide en cuatro parroquias que son las de Santa Leocadia de Illano, Santa María de Labiarón, San Martín de Oscos y Santiago de Pesoz, siendo San Martín la única que supera las 100 personas. También hay que reseñar como se dijo anteriormente, que la mayor parte de la población se localiza en su parte meridional, que presenta un terreno mucho más apto para la vida.

## Economía
Desde el punto de vista económico, San Martín de Oscos presenta una gran dependencia del sector primario generando un 83,10% de los empleos locales. La ganadería es el motor que impulsa su economía, siendo el ganado vacuno el de mayor presencia en su territorio, claramente orientado hacia la producción de carne. Con respecto al cultivo y uso del suelo, los cultivos tradicionales de cereales, leguminosas y hortalizas son los más destacados, siendo el autoconsumo su finalidad primordial.
El sector secundario de la industria y la construcción, apenas tiene repercusión en el concejo, representando a un 3,87% de la población activa, perteneciendo la mayoría a edificación y obras públicas. Aunque hoy casi no tenga representación, hay que destacar la influencia de las ferrerías artesanas durante el siglo XVII, que utilizaban el hierro de la zona.
Del sector terciario de los servicios hay que resaltar que ha sido el único que va en aumento, representando en la actualidad al 13,03% de los empleos. Este crecimiento se debe sobre todo al aumento del turismo rural y activo, habilitándose en la zona para tal efecto, varias casas de aldea y hostales-restaurantes que ofrecen los platos típicos y tradicionales de la zona de los Oscos.

## Administración y política

### Gobierno municipal
En el concejo de San Martín de Oscos, el partido que más veces ha gobernado ha sido el PSOE, que lo hizo en todas las legislaturas excepto en la 2.ª (1983-1987). Desde 2019, el alcalde es el popular Pedro Álvarez Martínez.
| Periodo   | Nombre                      | Partido | Partido                                    |
| --------- | --------------------------- | ------- | ------------------------------------------ |
| 1979-1983 | José Villanueva González    |         | Federación Socialista Asturiana (FSA-PSOE) |
| 1983-1987 | Antonio Canedo Villanueva   |         | Independiente                              |
| 1987-2015 | José Antonio Martínez Rodil |         | Federación Socialista Asturiana (FSA-PSOE) |
| 2015-2019 | Javier Martínez Pérez       |         | Federación Socialista Asturiana (FSA-PSOE) |
| 2019-act. | Pedro Álvarez Martínez      |         | Partido Popular (PP)                       |

| Partido político    | Partido político                                                    | 1979   | 1983   | 1987   | 1991   | 1995   | 1999   | 2003   | 2007   | 2011   | 2015   | 2019   | 2023   |
| Partido político    | Partido político                                                    | Ediles | Ediles | Ediles | Ediles | Ediles | Ediles | Ediles | Ediles | Ediles | Ediles | Ediles | Ediles |
|                     | Federación Socialista Asturiana (FSA-PSOE)                          | 5      | 2      | 5      | 5      | 5      | 4      | 4      | 4      | 4      | 6      | 3      | 2      |
|                     | Alianza Popular (AP)-Partido Popular (PP)                           | —      | 2      | 2      | 0      | 2      | 2      | 3      | 3      | 2      | 1      | 4      | 5      |
|                     | Partido Comunista de España (PCE)-Izquierda Unida (IU)              | —      | —      | —      | —      | —      | —      | 0      | 0      | 1      | —      | —      | —      |
|                     | Unión de Centro Democrático (UCD)-Centro Democrático y Social (CDS) | 4      | —      | —      | 2      | —      | —      | —      | —      | —      | —      | —      | —      |
|                     | Unión Renovadora Asturiana (URAS)                                   | —      | —      | —      | —      | —      | 1      | —      | —      | —      | —      | —      | —      |
|                     | Independientes                                                      | —      | 3      | —      | —      | —      | —      | —      | —      | —      | —      | —      | —      |
| Total de concejales | Total de concejales                                                 | 9      | 7      | 7      | 7      | 7      | 7      | 7      | 7      | 7      | 7      | 7      | 7      |

### Organización territorial
A partir del 1 de enero de 2021 la distribución de los habitantes del concejo es la siguiente:

### Arte

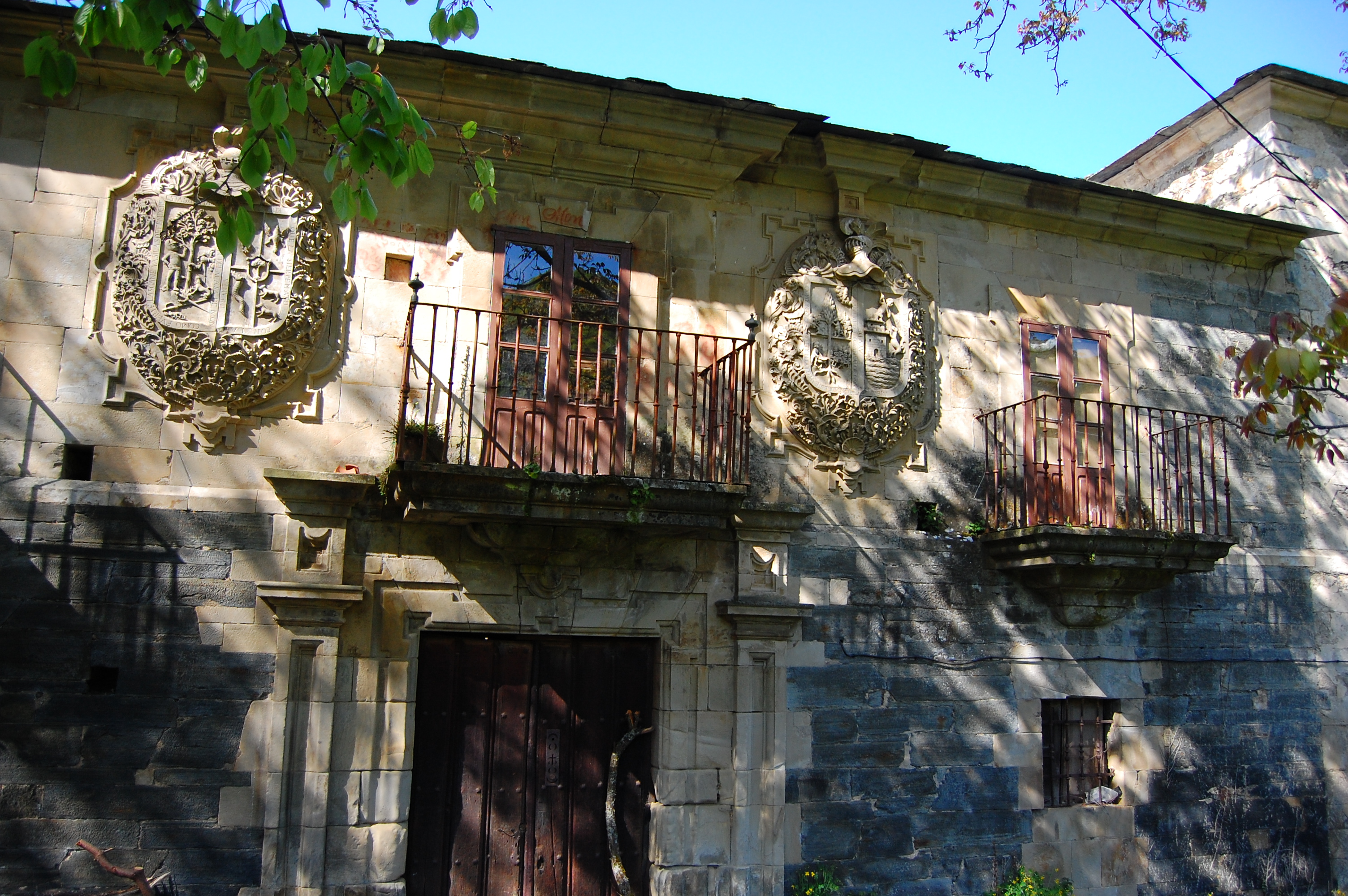
Fachada del palacio de Mon